# داني باريت (لاعب اتحاد الرغبي)
داني باريت (بالإنجليزية: Danny Barrett)‏ هو لاعب اتحاد الرغبي أمريكي، ولد في 23 مارس 1990 في مقاطعة سان ماتيو في الولايات المتحدة.

## وصلات خارجية
- داني باريت على موقع سلسلة سباعيات الرغبي العالمية - رجال (الإنجليزية)
- داني باريت عل موقع إسبنسكروم (الإنجليزية)
- داني باريت على موقع ItsRugby.co.uk (الإنجليزية)
- داني باريت على موقع اللجنة الأولمبية الدولية (الإنجليزية)
- داني باريت على موقع أوليمبيديا (الإنجليزية)
- داني باريت على موقع اللجنة الأولمبية والبارالمبية الأمريكية (الإنجليزية)